# Mingské hrobky

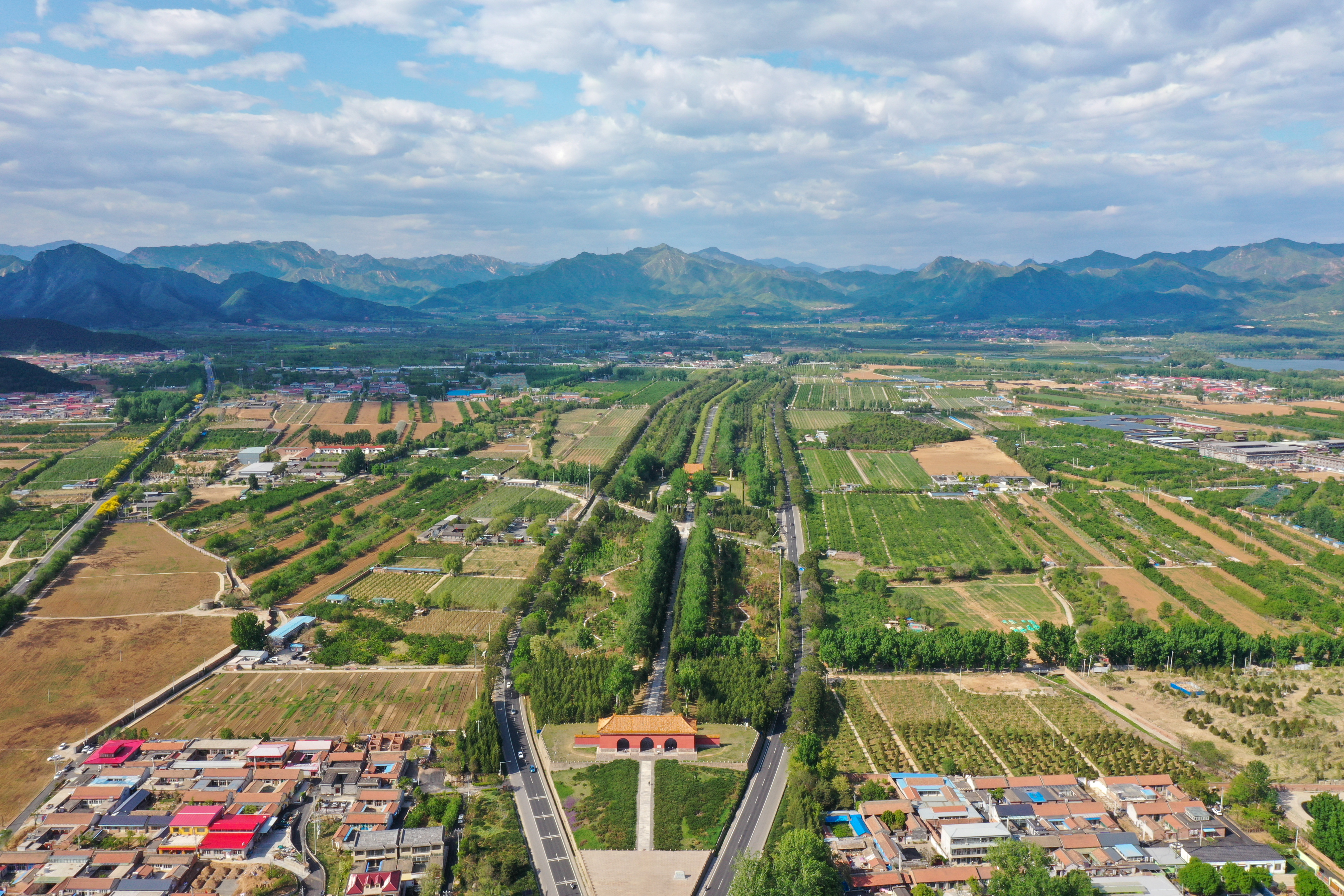
Areál třinácti mauzoleií

Mingské hrobky jsou souborem třinácti mauzoleí ze 14.–17. století, postavených čínskými císaři mingské dynastie. Jako součást položky Císařské hrobky dynastií Ming a Čching byly v roce 2000 zapsány na seznam světového dědictví UNESCO. První mingský císař Chung-wu si postavil hrobku Ming-siao-ling ještě nedaleko tehdejšího čínského hlavního města Nankingu, ta se do souboru ale nepočítá. Ten je tvořen hrobkami vytvořenými až poté, co se císaři přesunuli do Pekingu. Prvním, který si nechal vystavět mauzoleum kousek od Pekingu (dnes na území městského obvodu Pekingu Čchang-pching) byl třetí mingský císař Jung-le, který zemřel roku 1424 (druhý císař Ťien-wen byl svržen a žádný známý hrob nemá). Dalších třináct císařů ho následovalo a postavilo si hrobku ve stejném údolí, které bylo vybráno podle principů feng-šuej - aby bylo ze severu chráněno proti zlým duchů vysokými horami. Číňané soubor obvykle nazývají Třináct mauzoleií (Š'-san-ling). Posledním císařem pochovaným v oblasti je Čchung-čen, který spáchal sebevraždu roku 1644. Toho roku řadu hrobek vyplenila a zapálila vzbouřenecká armáda Li C’-čchenga, který se prohlásil za "potulného krále". Celý areál hrobek má zhruba 40 hektarů. Pro turisty jsou otevřena tři mauzolea, nejoblíbenější z nich je hrobka zvaná Ting-ling, kterou nechal postavit císař Wan-li, a v níž byla nalezena, v podzemních prostorách, řada vzácných rituálních předmětů. Oblíbenou atrakcí je také sedmikilometrová cesta, která k nekropoli vede. Nazývá se Cesta duší a je lemována sochami zvířat, vojáků a úředníků.